# Patrick Lambert (acteur)
Pour les articles homonymes, voir Patrick Lambert et Lambert.
Patrick Lambert est un acteur français né le 22 octobre 1955 à Versailles (France).

## Filmographie
- 1982 : Le Beau Mariage, de Éric Rohmer
- 1989 : Hiver 54, l'abbé Pierre, de Denis Amar
- 1991 : Le Gang des tractions, de Josée Dayan et François Rossini (feuilleton TV)
- 1993 : Piège à sons, de Philippe Dorison
- 1997 : Dobermann, de Jan Kounen
- 2000 : Le Miroir aux alouettes, de Francis Fehr (TV)
- 2000 : L'Embellie, de Jean-Baptiste Erreca (court)
- 2000 : Les Marchands de sable, de Pierre Salvadori
- 2000 : Un flic nommé Lecoeur, de Jean-Yves Pitoun et Alain Tasma (série TV)
- 2000 : Les Misérables de Josée Dayan
- 2001 : Rastignac ou les Ambitieux, de Alain Tasma (feuilleton TV)
- 2001 : Grégoire Moulin contre l'humanité, de Artus de Penguern
- 2003 : Heures creuses, de Sébastien Sort
- 2009 : Streamfield, les carnets noirs de Jean-Luc Miesch

## Théâtre
- Thomas Bernhard, un rescapé de et mise en scène Sophie Thébault
- Les Fiancés de Loches de Taîra
- Le Pédant joué de Savinien Cyrano de Bergerac, mise en scène. D. Economides
- Silence on tourne de Frédéric Michelet
- Le Singe velu d'Eugene O'Neill, mise en scène d'Yvan Garrouel
- Spartacus de Jean-Luc Jeener
- Les Nonnes d'Eduardo Manet, mise en scène Jean-Manuel Florensa
- La Tour de Hugo von Hofmannsthal, mise en scène Michel de Maulne
- Des gens du spectacle de et mise en scène Laurent Olmedo